# Trivia maltbiana
Trivia maltbiana är en snäckart som beskrevs av Jeanne Sanderson Schwengel och McGinty 1942. Trivia maltbiana ingår i släktet Trivia och familjen Triviidae. Inga underarter finns listade i Catalogue of Life.